# Діденко Григорій Віталійович
Григо́рій Віта́лійович Діде́нко (нар. 2 січня 1978) — український політик, підприємець. Голова Одеської обласної ради з 5 грудня 2020 року.

## Життєпис
Освіта вища. У 2001 році закінчив Карпатський університет імені Августина Волошина в Ужгороді, фінансист.
З 2001 року — комерційний директор компанії «V plus K kft» у місті Тисавашварі (Угорщина). Був засновником ТОВ «Альп» у селі Велика Добронь Ужгородського району Закарпатської області та ПП «Явір» у місті Донецьку.
Підприємець. З 2016 року — засновник ТОВ «Лезендар» у місті Одесі, засновник і власник ТОВ «Овідіополь-агро» в місті Овідіополі Одеської області, засновник і власник ТОВ «М'ясоопторг 2019» в селі Троїцьке Миколаївської області.
На 2020 рік — тимчасово не працював.
У жовтні 2020 року обраний депутатом Одеської обласної ради від партії «Слуга народу».
З 5 грудня 2020 року — голова Одеської обласної ради.
У грудні 2022 року Президент України Володимир Зеленський відзначив Григорія Діденка орденом «За заслуги» ІІІ ступеня.

## Родина
Дружина — Діденко Юлія Олександрівна, народний депутат України. Дочки Софія та Олександра.